# Grabie (narzędzie)

Grabie ogrodnicze

Grabie – narzędzie ręczne, stosowane w rolnictwie i ogrodnictwie, występujące w kilku różnych odmianach i wykonaniach: 
- Grabie drewniane, stosowane w rolnictwie do prac żniwnych oraz łąkowych. Wykonane z drewnianej beleczki o przekroju kwadratowym ok. 25 x 25 mm i długości 600–700 mm. W wywiercone otwory w odstępach ok. 40 mm wciśnięte są zęby wykonane w postaci wydłużonych ściętych stożków średnicy 8–10 mm i długości zależnej od przeznaczenia, wykonanych z twardego drewna drzew liściastych np. grab lub buk. Do prac łąkowych długość zębów wynosiła 70–80 mm, do prac żniwnych 100–120 mm. Beleczka z zębami osadzona jest na stylisku długości 190–210 cm, wykonanym z cienkiego, okorowanego pnia młodego drzewka o średnicy ok. 25 mm. Zęby są przystosowane do stosunkowo łatwej wymiany w warunkach polowych. Istnieją konstrukcje wykonane z tworzyw sztucznych, lecz nie upowszechniły się.
- Grabie metalowe, stosowane w ogrodnictwie do rozdrabniania gleby, wykonywane są w postaci wykroju z grubej (4–6 mm) blachy stalowej. Jest to listwa o wymiarach 80 x 400–500 mm, z jednej strony tej listwy wycięte są zęby na głębokość 50–70 mm. Na środku listwy zamocowana jest stożkowa tulejka, służąca do mocowania drewnianego styliska.
- Miotło-grabie, stosowane w ogrodnictwie do grabienia liści. Wykonane ze sprężystych, stalowych prętów o średnicy 4 mm i długości ok. 500 mm, zamocowanych z jednej strony na metalowym stylisku, z drugiej rozchylone tworzą wachlarz długich sprężystych zębów. Spotyka się wykonania z regulacją odstępów między zębami oraz wykonania uproszczone, gdzie zamiast prętów do wykonania zębów, zastosowano cienkie sprężyste płaskowniki.

Grabie występują również w formie zminiaturyzowanej (jako grabki) z krótkim jednoręcznym styliskiem (w niektórych formach stanowiące popularną dziecięcą zabawkę). Istnieją też grabie zmechanizowane, konne lub ciągnikowe (zob. zgrabiarka), przeznaczone głównie do prac rolniczych.

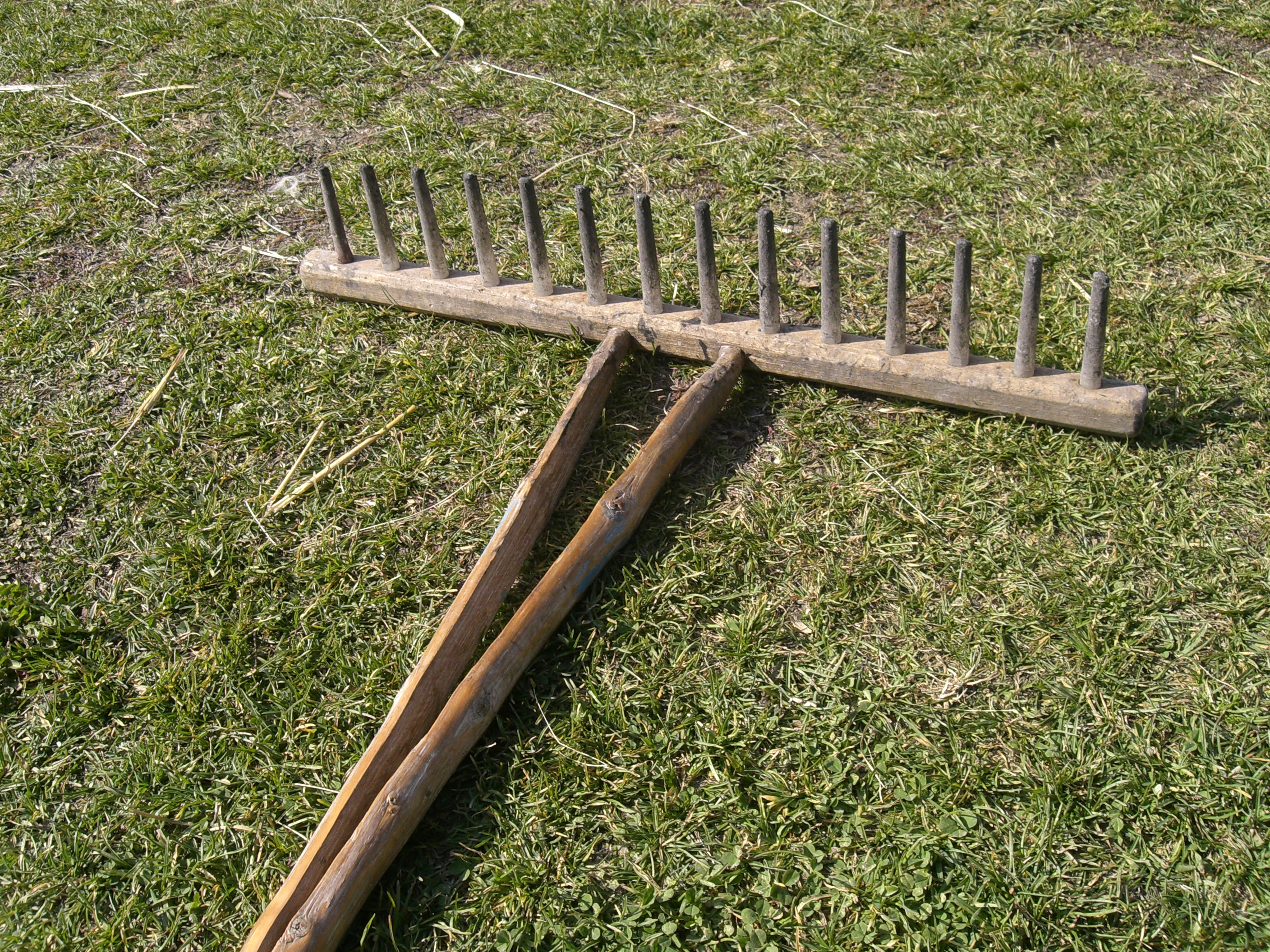
Grabie do siana
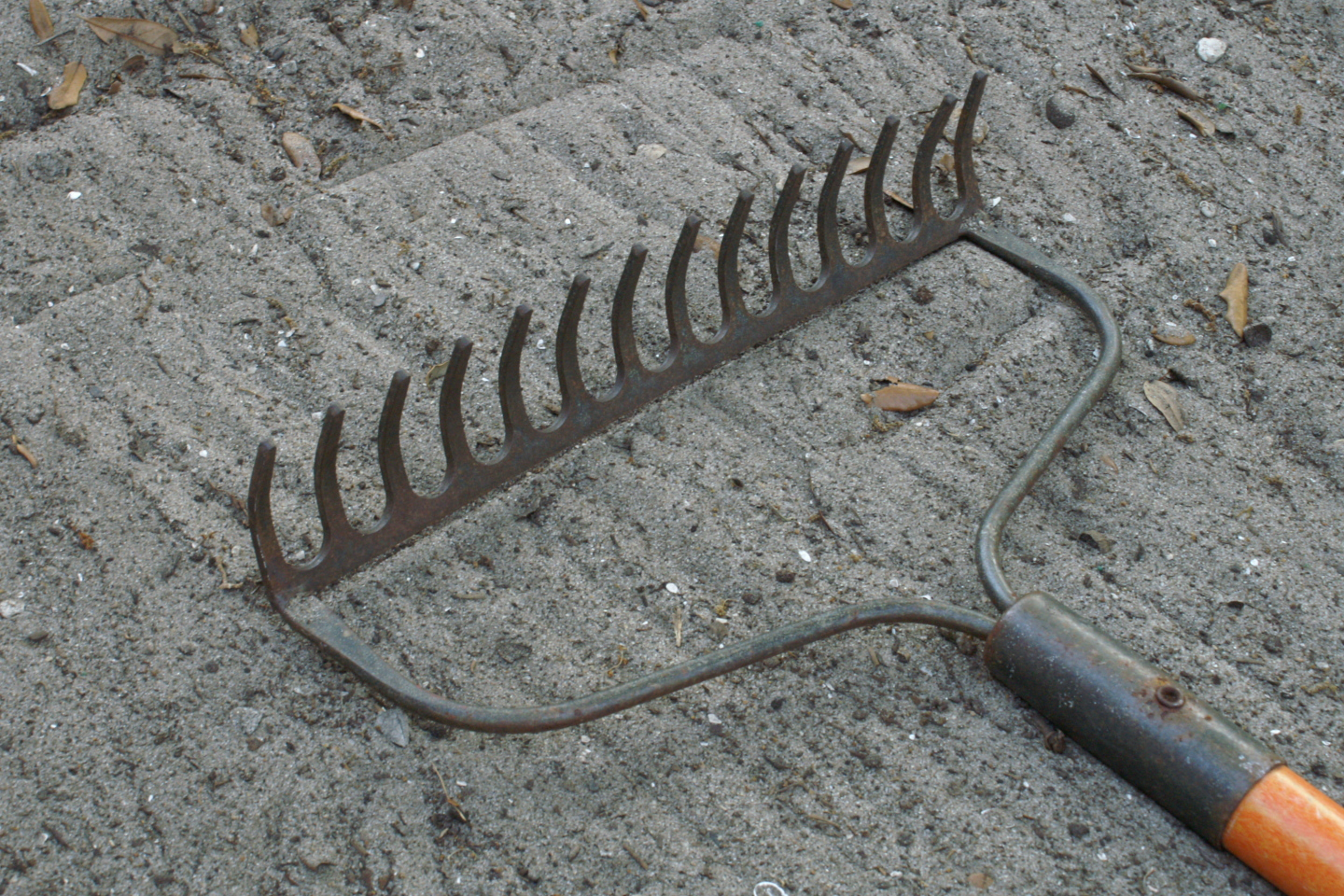
Grabie ogrodnicze
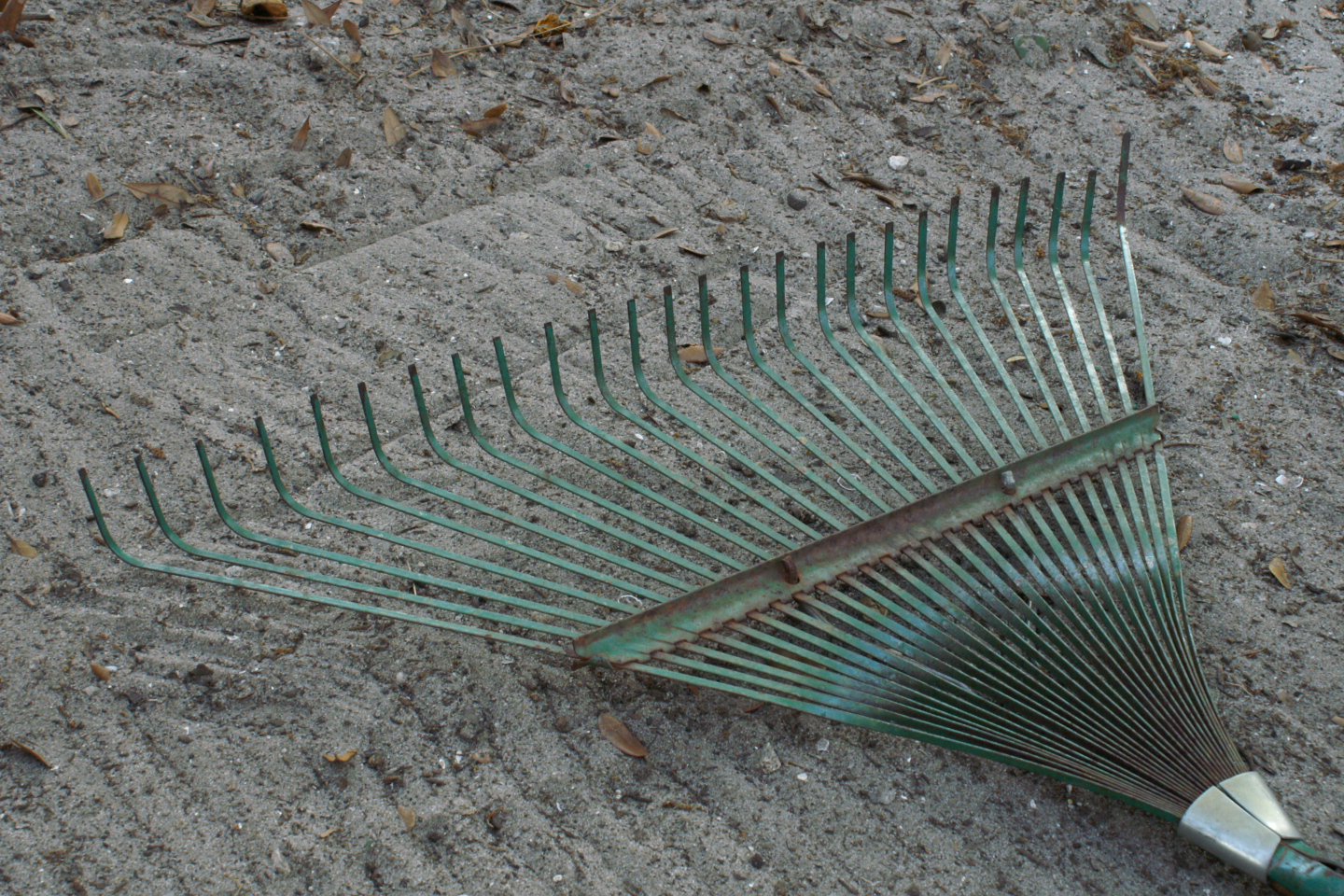
Grabie do liści
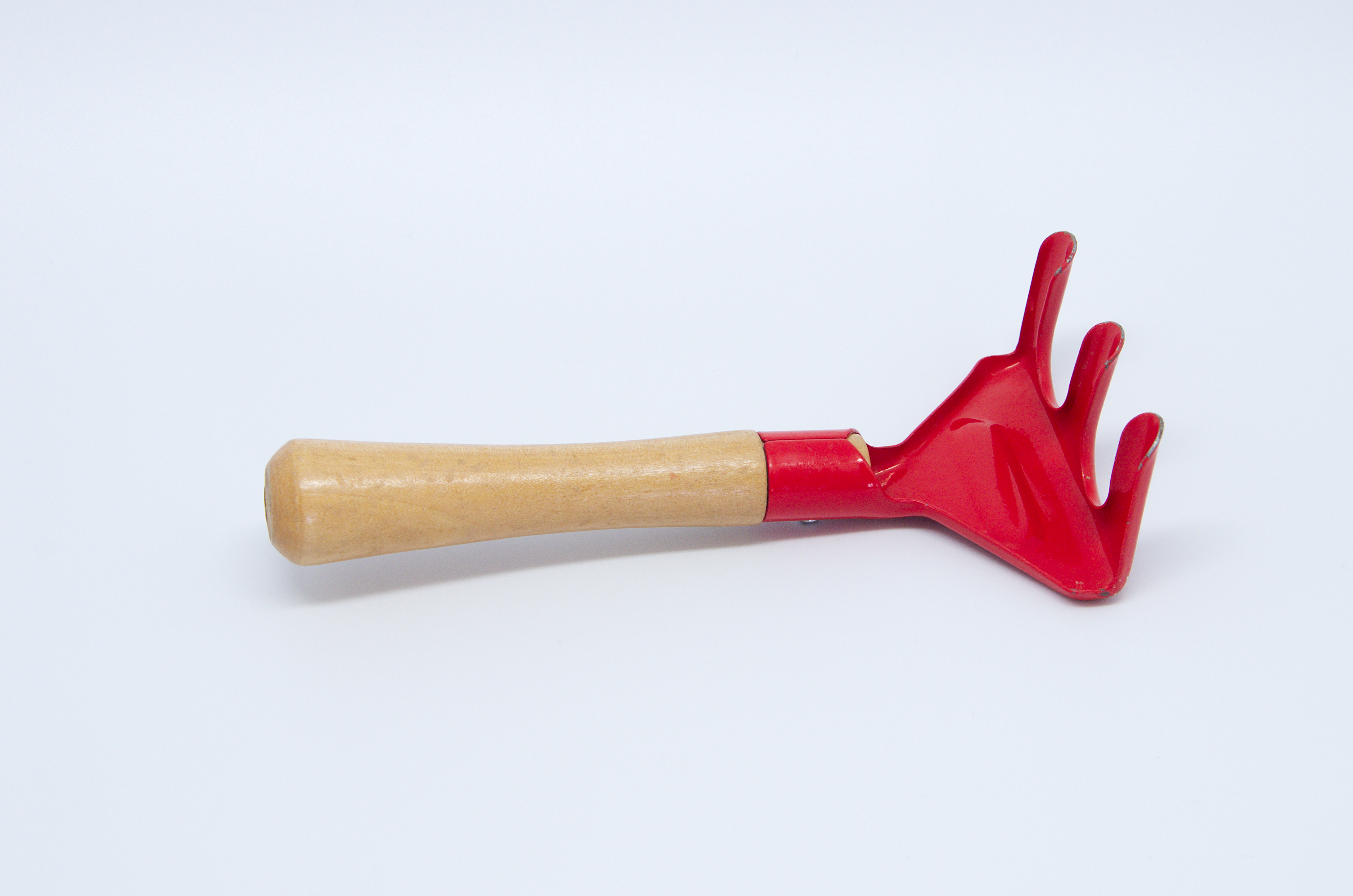
Grabki
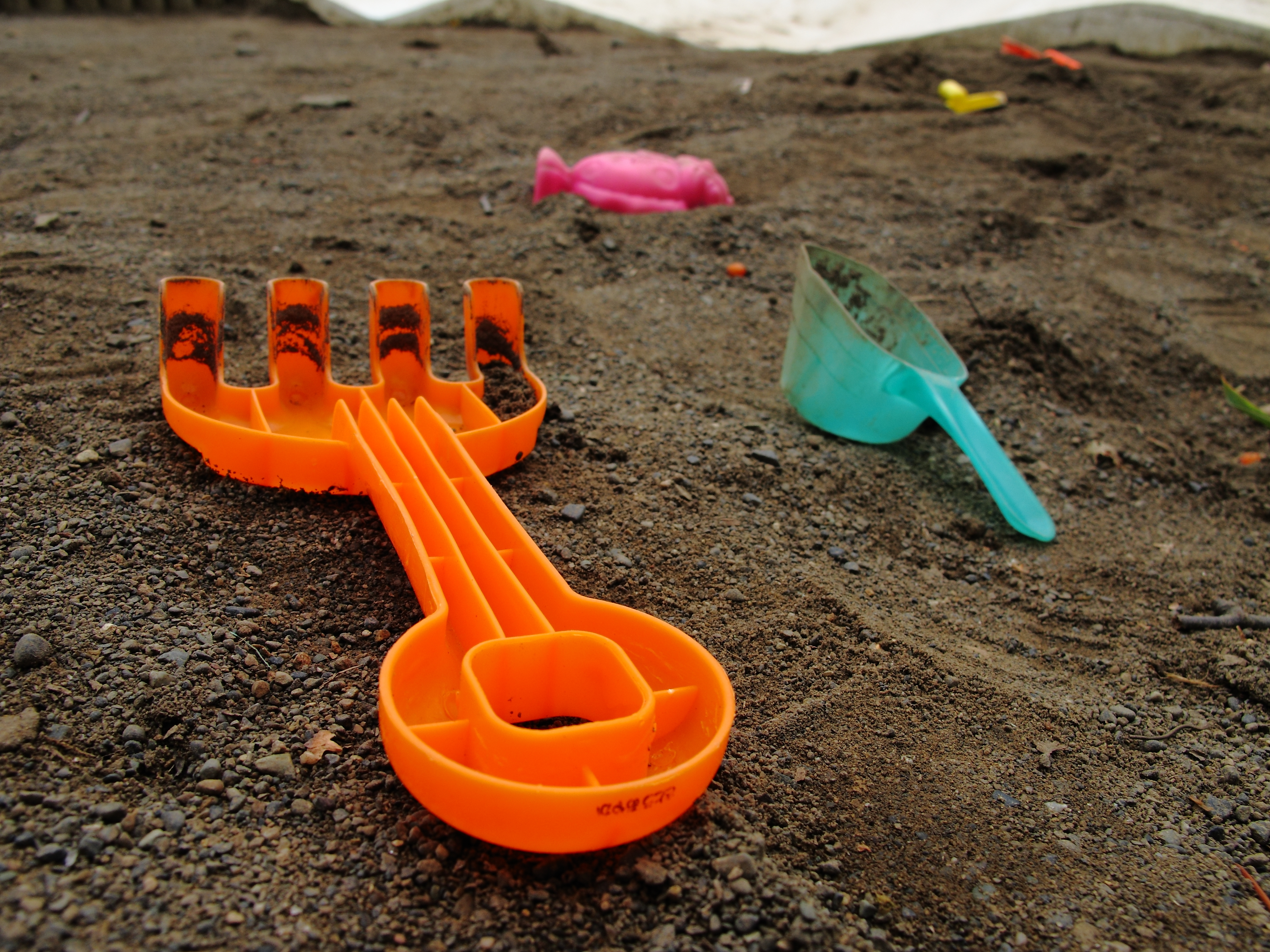
Grabki - dziecięca zabawka
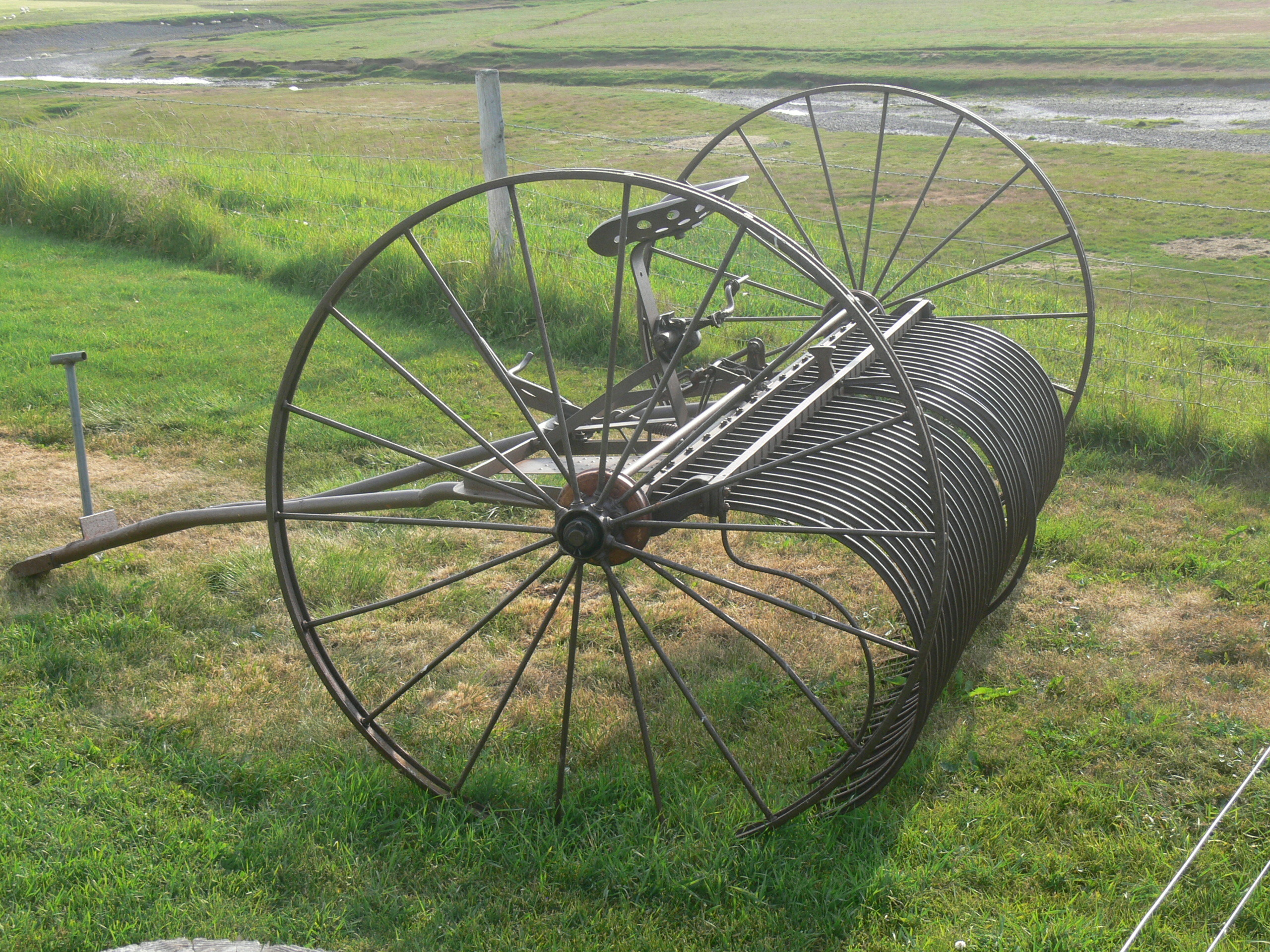
Grabie konne (zgrabiarka)